# Marian Zarzycki (pułkownik artylerii)
Marian Włodzimierz Zarzycki  (ur. 9 grudnia 1877 w Tarnopolu, zm. 1940 w ZSRR) – tytularny pułkownik artylerii Wojska Polskiego, ofiara zbrodni katyńskiej.

## Życiorys
Urodził się 9 grudnia 1877 w Tarnopolu, w rodzinie Mikołaja.
W artylerii polowej C. K. Armii został mianowany kadetem z dniem 1 września 1896, następnie awansowany na podporucznika z dniem 1 listopada 1897, na porucznika z dniem 1 listopada 1902. Służył w 6 pułku artylerii korpuśnej w Kaschau do około 1906. Od około 1906 był oficerem 29 pułku artylerii dywizyjnej w Jarosławiu, od około 1907 przemianowanego na 29 pułk armat polowych. Następnie od około 1910 służył w 32 pułku armat polowych we Lwowie. W tym okresie został awansowany na kapitana artylerii polowej i górskiej z dniem 1 maja 1912. Od około 1914 służył w 10 pułku artylerii górskiej. Podczas I wojny światowej był oficerem dywizjonu ciężkich haubic nr 10 (w 1916) i ciężkiego pułku artylerii polowej nr 2.
Po odzyskaniu przez Polskę niepodległości wstąpił do Wojska Polskiego. W stopniu majora podczas wojny polsko-ukraińskiej w styczniu 1919 objął dowództwo 11 pułku artylerii polowej w Przemyślu. 7 lipca 1919 został „zwolniony z dotychczasowej funkcji i przeniesiony do I Rezerwy”. 1 sierpnia tego roku został ponownie powołany do służby czynnej i przydzielony do dyspozycji generalnego inspektora artylerii. 6 listopada 1919 został mianowany dowódcą 7 pułku artylerii polowej. Na tym stanowisku 11 czerwca 1920 został zatwierdzony z dniem 1 kwietnia 1920 w stopniu podpułkownika, w artylerii, w grupie oficerów byłej armii austro-węgierskiej. Później dowodził brygadą artylerii. W czerwcu 1921 pełnił służbę w Centrum Wyszkolenia Artylerii we Lwowie, a jego oddziałem macierzystym był nadal 7 pap. Później został przeniesiony w stan spoczynku. 26 października 1923 Prezydent RP Stanisław Wojciechowski zatwierdził go w stopniu tytularnego pułkownika. Mieszkał we Lwowie. W 1934 jako tytularny pułkownik stanu spoczynku był przydzielony do Oficerskiej Kadry Okręgowej nr VI jako oficer w dyspozycji dowódcy O.K. VI i pozostawał wówczas w ewidencji Powiatowej Komendy Uzupełnień Lwów Miasto.
10 grudnia 1939 został aresztowany i osadzony w więzieniu we Lwowie . W 1940 został zamordowany przez NKWD. Jego nazwisko znalazło się na tzw. Ukraińskiej Liście Katyńskiej opublikowanej w 1994 (został wymieniony na liście wywózkowej 55/5-10 oznaczony numerem 1069). Ofiary z tej części zbrodni katyńskiej zostały pochowane na otwartym w 2012 Polskim Cmentarzu Wojennym w Kijowie-Bykowni.

## Ordery i odznaczenia
- Krzyż Walecznych (16 czerwca 1922)[36]
- Brązowy Medal Jubileuszowy Pamiątkowy dla Sił Zbrojnych i Żandarmerii (Austro-Węgry, przed 1899)[11]
- Krzyż Jubileuszowy Wojskowy (Austro-Węgry, przed 1909)[20]
- Krzyż Pamiątkowy Mobilizacji 1912–1913 (Austro-Węgry, przed 1914)[26]